# 凌紹雯
凌紹雯（1643年—1713年），字子文，號北堂，浙江仁和人，清朝政治人物，進士出身。
凌紹雯生於明崇禎十六年（1643年），康熙十六年（1677年）中丁巳科舉人。康熙二十七年（1688年）殿試中因在對策中用滿文、漢文兩書對答，違背殿試策例，不得授上第，读卷官奏请康熙帝裁決，置為二甲進士之末。后選庶吉士，散館授編修。
康熙四十三年（1704年）充日講起居注官。累官翰林院侍讀學士、詹事府少詹事。康熙五十年（1711年）任《聖祖仁皇帝親徵平定朔漠方略》副總裁。卒於康熙五十二年（1713年）。